# Balingsta
Balingstaby är kyrkbyn i Balingsta socken i Uppsala kommun i Uppsala län. SCB avgränsade här en småort från 1995 till 2023.
Byn ligger sydväst om Uppsala och här ligger Balingsta kyrka.

## Historia
Byn omtalas i skriftliga handlingar första gången 1292 ('ad curiam Baldingstad') då Magnus Johansson (Ängel) testamenterade de kvarnar som hörde till Balingsta gård till sin hustru om han skulle dö före henne. Halva byn Balingsta med en kvarn i Ölsta, Gryta socken testamenterades 1296 till Uppsala domkyrka. 1413 testamenterar Olof Jönsson (två spetsar uppifrån) ytterligare 1 markland i Balingsta till Uppsala domkyrka, och 1447 byter väpnaren Jesper Görtz bort ytterligare 1 mark i Balingsta till domkyrkan. 1497-1536 hade Uppsala domkyrka tre landbönder i byn. Dessa gårdar kom 1542 i Gustav Vasas ägo som några av de Gustavianska arvegodsen och tillhörde de gårdar som 1624 donerades till Uppsala universitet. Ett hemman förblev i kyrkans ägo som prästgård, med en kyrkoutjord som under 1500-talet blev klockargård. Dessutom fanns här två frälsegårdar, under 1500-talet tillhöriga Gabriel Kristersson (Oxenstierna) respektive Lars Turesson (Tre Rosor)/ Lars Fleming.
Balingsta hade en station längs Uppsala-Enköpings Järnväg som öppnades den 14 maj 1912 och lades ned den 12 maj 1968.